# Pimelodella megalops
Pimelodella megalops är en fiskart som beskrevs av Eigenmann 1912. Pimelodella megalops ingår i släktet Pimelodella och familjen Heptapteridae. Inga underarter finns listade i Catalogue of Life.